# Wejdane Mikhail
Wejdane Mikhail (arabe : وجدان ميخائيل سليم, née à Bagdad le 20 décembre 1962, est ministre des Droits de l'homme dans le gouvernement irakien de mai 2006 à 2010. Elle est l'une des quatre femmes ministres de ce gouvernement. Elle est chrétienne, assyrienne, et membre de la Liste nationale irakienne.